# L&YR Refrigerator Van 48
Die Kühlwagen nach Musterblatt 48 (im Englischen mit Refrigerator Van bezeichnet) der britischen Lancashire and Yorkshire Railway (L&YR) wurden von 1903 bis 1914 in den eigenen Werkstätten der Eisenbahngesellschaft in Newton Heath gebaut.

## Geschichte
Insgesamt entstanden 200 Exemplare dieser Baureihe. Die zweiachsigen Wagen waren weiß lackiert mit schwarzen Beschlägen. Sie bekamen anfangs nicht die sonst bei Güterwagen üblichen großen Initialen der Gesellschaft, sondern nur den Aufdruck „REFRIGERATOR VAN“ in 10 cm hohen schwarzen Buchstaben und dem früher bei Güterwagen verwendeten Emblem der L&YR, einem Dreieck im Kreis. Zusätzlich war – wie allgemein bei Güterwagen der L&YR üblich – am Längsträger ein Schild aus Gusseisen mit dem Namen der Gesellschaft und der Nummer des Wagens angebracht. Bei späteren Serien wurden dann statt der Embleme die großen Initialen angebracht.
Viele Wagen erlebten am 1. Januar 1922 die Fusion mit der London and North Western Railway (LNWR) und ein Jahr später beim Inkrafttreten des Railways Act 1921 auch den damit verbundenen Zusammenschluss mehrerer Eisenbahngesellschaften zur London, Midland and Scottish Railway (LMS). Wann die letzten Exemplare dort ausgemustert wurden, ist nicht genau bekannt.